# 2006 RH120
2006 RH120 est un petit astéroïde d'environ 4 mètres de diamètre qui, entre septembre 2006 et juin 2007, était temporairement en orbite autour de la Terre.
Ce corps céleste a été éjecté de son orbite terrestre en juillet 2007, après avoir parcouru quatre orbites autour de la Terre pendant une durée totale d'environ un an. Même si la Terre possédait pendant ce temps un deuxième satellite naturel, sa désignation de « seconde lune » resta temporaire. De façon générale, 2006 RH120 est un astéroïde situé dans le voisinage de l'orbite terrestre.

## Historique
2006 RH120 fut découvert le 14 septembre 2006 par le Catalina Sky Survey en Arizona, aux États-Unis, qui lui donna le nom interne provisoire 6R10DB9. Des calculs orbitaux préliminaires indiquèrent qu'il avait été capturé par la gravité terrestre depuis une orbite solaire d'une période d'environ 11 mois, un comportement similaire à plusieurs étages de fusées datant du programme Apollo. Cependant, des analyses ultérieures montrèrent que l'objet n'était pas affecté par la pression du rayonnement solaire de telle façon qu'il devait s'agir d'un objet rocheux dense.
Le 14 juin 2007, l'astéroïde se trouvait à son quatrième périgée de l'année 2007, à une distance d'environ 0,7 fois celle entre la Terre et la Lune. À cause de sa petite taille, la confirmation que ce petit astéroïde était bien un corps naturel ne fut donnée qu'à ce moment-là.
2006 RH120 a été éjecté de l'orbite terrestre vers une orbite solaire en juillet 2007.

## Orbite
Lors de sa découverte le 14 septembre 2006, 2006 RH120 était situé à 2,2 fois la distance Terre-Lune et s'éloignait de la planète. Des calculs ultérieurs indiquèrent qu'avant sa capture orbitale par la Terre l'astéroïde était situé sur une orbite solaire de 1,04 ua de demi-grand axe, inclinée de 1° et d'une période de 1,06 an, soit une orbite très similaire à celle de la Terre.
Depuis sa découverte, les périgées suivants furent observés :
| Date           | Distance (Terre-Lune) |
| -------------- | --------------------- |
| 12 juin 2006   | 2,18                  |
| 4 janvier 2007 | 1,4                   |
| 25 mars 2007   | 0,91                  |
| 14 juin 2007   | 0,7                   |

2006 RH120 s'est approché de la Terre en 1958, 1969, 1979, 1992 et en 2007. Il pourrait repasser près de la Terre en 2028.
Après que 2006 RH120 est revenu sur une orbite solaire en 2007, cette orbite le plaçait dans la catégorie des astéroïdes Aton. En 2012, son orbite avait évolué vers celle d'un astéroïde Apollon. En 2013, il avait une orbite d'astéroïde Amor.